# Franse presidentsverkiezingen 1931

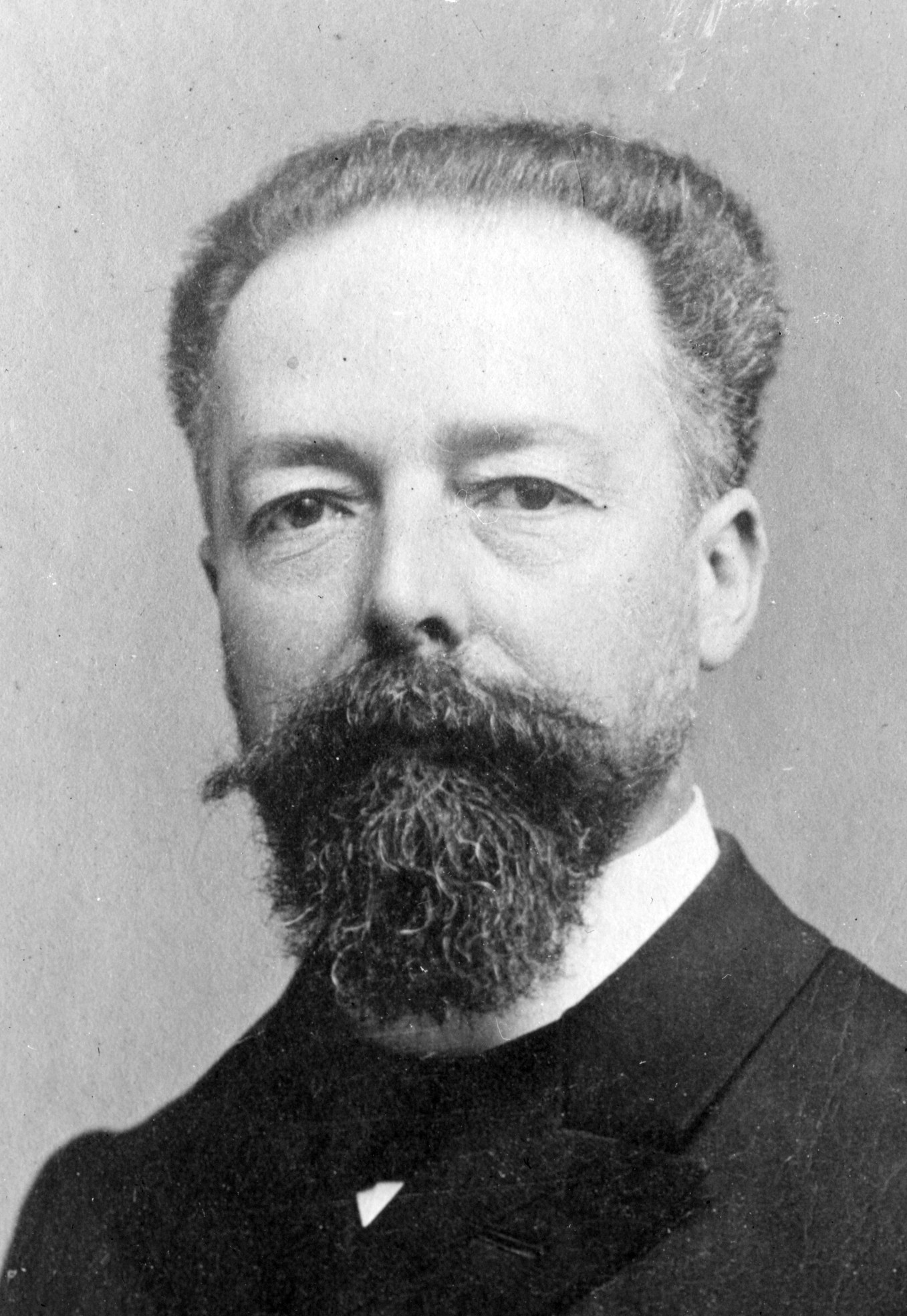
Paul Doumer

Op 13 mei 1931 vonden er in Frankrijk presidentsverkiezingen plaats. Voor het eerst sinds de presidentsverkiezingen van 1895 waren er twee stemronden nodig. Uiteindelijk verkreeg Paul Doumer iets meer dan 56% van de stemmen en werd tot president van de republiek gekozen.
| Kandidaten      | politieke partij/richting  | ronde 1 | ronde 2 |
| --------------- | -------------------------- | ------- | ------- |
| Paul Doumer     | PRS                        | 49,06%  | 56,44%  |
| Pierre Marraud  | links                      | -       | 37,40%  |
| Paul Painlevé   | republikeins-socialistisch | -       | 1,46%   |
| Aristide Briand | onafhankelijk              | 44,51%  | 1,34%   |
| Marcel Cachin   | PCF                        | 1,11%   | 1,23%   |
| Jean Hennessy   | rechts                     | 1,66%   | -       |
| Anderen         | -                          | 3,22%   | 1,01%   |

Na nog geen jaar president te zijn geweest werd Paul Doumer op 6 mei 1932 neergeschoten door de Rus Paul Gorgulov (1895-1932). Een dag later bezweek Doumer aan zijn verwondingen. Kort hierna werden de presidentsverkiezingen van 1932 gehouden.